# Żleb pod Rysami

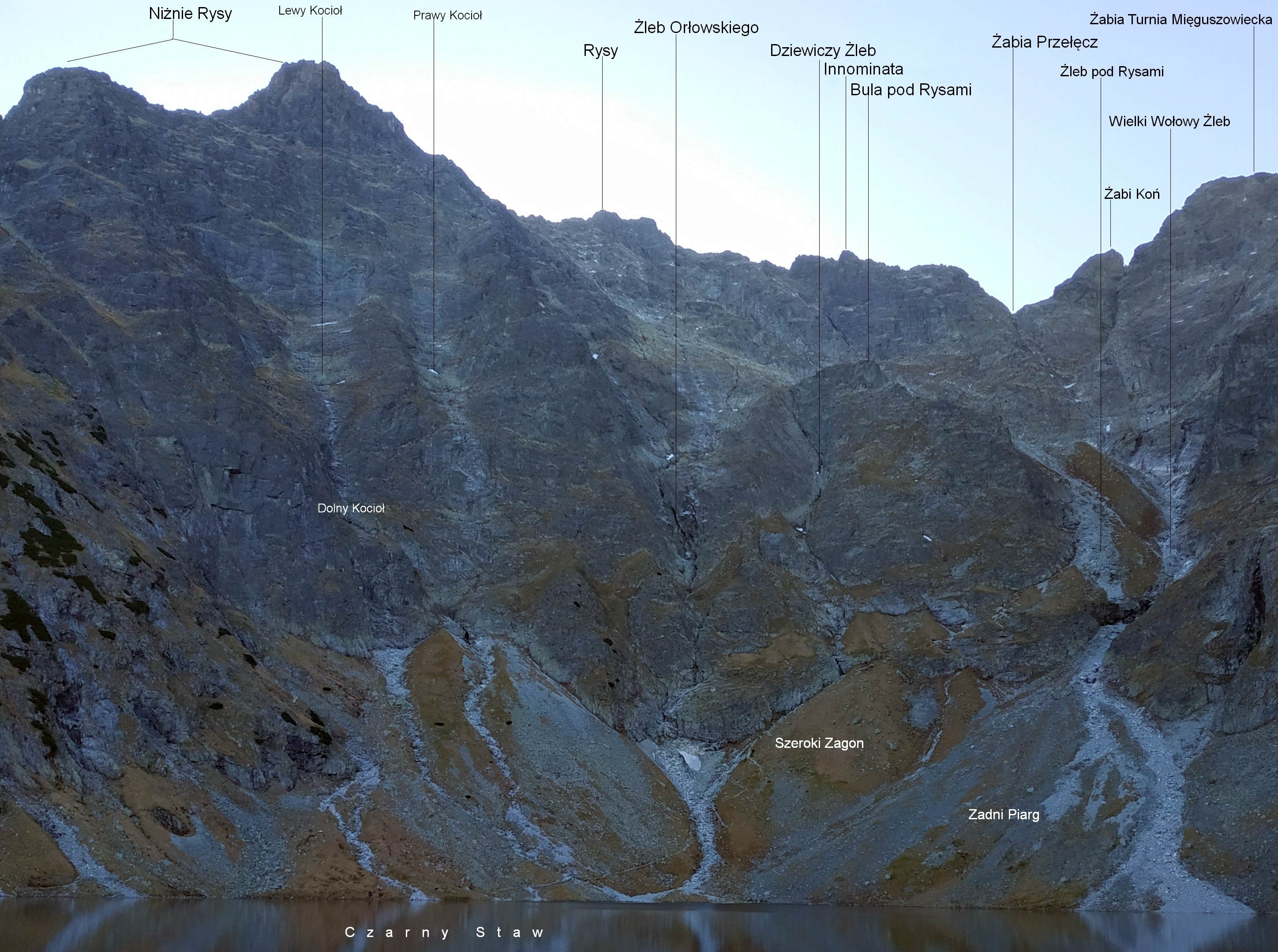
Żleb pod Rysami wśród opisanych obiektów

Żleb pod Rysami – żleb opadający z Kotła pod Rysami w Tatrach Polskich. Zaczyna się na wysokości około 1950 m, nieco powyżej Kamienia. Jest płytko wcięty, ale szeroki. Wypełnia go ciągle osuwający się piarg, z głazami sporych rozmiarów. Żleb zanika około 100 m poniżej Kamienia.
Żleb pod Rysami odwadnia prawą część Kotła pod Rysami. Wody spływają nim jednak tylko po większych ulewach, częściej schodzą nim lawiny śnieżne znajdując ujście do Wielkiego Wołowego Żlebu. Żleby te oddzielone są trawiasto-piarżystą wypukłością zaczynającą się w ostrodze prawego żebra północnej ściany Rysów. W ostrodze znajduje się 5-metrowej wysokości Kamień, który przez turystów często wykorzystywany jest do robienia zdjęć.
Autorem nazwy żlebu jest Władysław Cywiński.